# Велингтон (Канзас)
Велингтон (енгл. Wellington) град је у америчкој савезној држави Канзас.

## Демографија
По попису из 2010. године број становника је 8.172, што је 475 (-5,5%) становника мање него 2000. године.
| Група             | 2000.         | 2010.         |
| Белци             | 7.654 (88,5%) | 7.019 (85,9%) |
| Афроамериканци    | 148 (1,7%)    | 139 (1,7%)    |
| Азијати           | 25 (0,3%)     | 25 (0,3%)     |
| Хиспаноамериканци | 628 (7,3%)    | 676 (8,3%)    |
| Укупно            | 8.647         | 8.172         |